# Дарестан (Марказі)
Дарестан (перс. دارستان) — село в Ірані, у дегестані Куг-Панаг, у Центральному бахші, шагрестані Тафреш остану Марказі. За даними перепису 2006 року, його населення становило 133 особи, що проживали у складі 47 сімей.

## Клімат
Середня річна температура становить 12,02 °C, середня максимальна – 31,60 °C, а середня мінімальна – -10,37 °C. Середня річна кількість опадів – 247 мм.
| Клімат поселення                              | Клімат поселення | Клімат поселення | Клімат поселення | Клімат поселення | Клімат поселення | Клімат поселення | Клімат поселення | Клімат поселення | Клімат поселення | Клімат поселення | Клімат поселення | Клімат поселення | Клімат поселення |
| Показник                                      | Січ.             | Лют.             | Бер.             | Квіт.            | Трав.            | Черв.            | Лип.             | Серп.            | Вер.             | Жовт.            | Лист.            | Груд.            |                  |
| Середній максимум, °C                         | 7,60             | 9,40             | 14,40            | 19,68            | 23,84            | 30,68            | 31,60            | 30,35            | 26,35            | 20,62            | 14,02            | 8,25             |                  |
| Середня температура, °C                       | −1,39            | 0,40             | 5,41             | 10,67            | 14,86            | 21,68            | 25,15            | 23,91            | 19,91            | 14,20            | 7,56             | 1,80             |                  |
| Середній мінімум, °C                          | −10,37           | −8,58            | −3,57            | 1,69             | 5,86             | 12,71            | 18,71            | 17,47            | 13,46            | 7,74             | 1,13             | −4,64            |                  |
| Норма опадів, мм                              | 34               | 34               | 46               | 34               | 29               | 4                | 1                | 1                | 0                | 9                | 22               | 33               |                  |
| Середньомісячна швидкість вітру, м/с          | 1.53             | 1.90             | 2.93             | 2.88             | 2.65             | 2.40             | 2.48             | 2.28             | 2.21             | 1.98             | 1.87             | 1.22             |                  |
| Середньомісячна сонячна радіація, кДж/м²·день | 9150             | 12314            | 14826            | 18298            | 22221            | 26747            | 26063            | 24034            | 20844            | 15480            | 10965            | 8975             |                  |
| --------------------------------------------- | ---------------- | ---------------- | ---------------- | ---------------- | ---------------- | ---------------- | ---------------- | ---------------- | ---------------- | ---------------- | ---------------- | ---------------- | ---------------- |
| Джерело:                                      |                  |                  |                  |                  |                  |                  |                  |                  |                  |                  |                  |                  |                  |